# Richey Reneberg
Richey Reneberg , né le 5 octobre 1965 à Phoenix, est un ancien joueur de tennis professionnel américain.

## Parcours dans les tournois duGrand Chelem

### En simple
| Année | Open d'Australie | Open d'Australie | Internationaux de France | Internationaux de France | Wimbledon       | Wimbledon     | US Open         | US Open       |
| ----- | ---------------- | ---------------- | ------------------------ | ------------------------ | --------------- | ------------- | --------------- | ------------- |
| 1987  | —                | —                | —                        | —                        | 3e tour (1/16)  | I. Lendl      | 2e tour (1/32)  | J. McEnroe    |
| 1988  | 1er tour (1/64)  | M. Wilander      | 2e tour (1/32)           | A. Chesnokov             | 2e tour (1/32)  | S. Edberg     | 2e tour (1/32)  | A. Järryd     |
| 1989  | 2e tour (1/32)   | P. Cash          | 1er tour (1/64)          | G. Ivanišević            | 2e tour (1/32)  | J. McEnroe    | 2e tour (1/32)  | J. Berger     |
| 1990  | 1er tour (1/64)  | R. Agenor        | 1er tour (1/64)          | G. Forget                | 1er tour (1/64) | M. Šrejber    | 1er tour (1/64) | J. Hlasek     |
| 1991  | —                | —                | 1er tour (1/64)          | P. Haarhuis              | 2e tour (1/32)  | M. Laurendeau | 1er tour (1/64) | F. Clavet     |
| 1992  | 3e tour (1/16)   | A. Mansdorf      | 1er tour (1/64)          | G. Prpić                 | 1er tour (1/64) | T. Champion   | 1er tour (1/64) | H. Leconte    |
| 1993  | 1er tour (1/64)  | R. Weiss         | 1er tour (1/64)          | A. Berasategui           | 1er tour (1/64) | S. Simian     | 2e tour (1/32)  | A. Medvedev   |
| 1994  | 2e tour (1/32)   | I. Lendl         | 3e tour (1/16)           | H. Dreekmann             | 2e tour (1/32)  | P. Sampras    | 1/8 de finale   | T. Martin     |
| 1995  | 1er tour (1/64)  | T. Muster        | 3e tour (1/16)           | S. Draper                | 1er tour (1/64) | P. McEnroe    | 1er tour (1/64) | P. Rafter     |
| 1996  | 2e tour (1/32)   | T. Martin        | 2e tour (1/32)           | C. Pioline               | 1er tour (1/64) | P. Sampras    | 1er tour (1/64) | M. Tebbutt    |
| 1997  | 2e tour (1/32)   | M. Chang         | 1er tour (1/64)          | J. Björkman              | 1/8 de finale   | G. Rusedski   | 1er tour (1/64) | J. van Lottum |
| 1998  | 3e tour (1/16)   | N. Escudé        | 1er tour (1/64)          | G. Solvès                | 1er tour (1/64) | S. Lareau     | —               | —             |
| 1999  | —                | —                | —                        | —                        | 1er tour (1/64) | T. Johansson  | 2e tour (1/32)  | T. Martin     |

N.B. : à droite du résultat se trouve le nom de l'ultime adversaire.

### En double
| Année | Open d'Australie             | Open d'Australie       | Internationaux de France   | Internationaux de France  | Wimbledon                       | Wimbledon                  | US Open                        | US Open                    |
| ----- | ---------------------------- | ---------------------- | -------------------------- | ------------------------- | ------------------------------- | -------------------------- | ------------------------------ | -------------------------- |
| 1988  | 2e tour (1/16) J. Ross       | K. Evernden J. Kriek   | 1er tour (1/32) L. Shiras  | L. Warder B. Willenborg   | 1er tour (1/32) S. Giammalva Jr | K. Evernden J. Kriek       | 1er tour (1/32) J. Berger      | M. Anger G. Holmes         |
| 1989  | 1er tour (1/32) J. Ross      | R. Leach J. Pugh       | —                          | —                         | —                               | —                          | 1/4 de finale G. Layendecker   | K. Flach R. Seguso         |
| 1990  | 1/8 de finale G. Layendecker | R. Leach J. Pugh       | 1er tour (1/32) B. Pearce  | J. Čihák C. Suk           | 1er tour (1/32) G. Layendecker  | W. Ferreira P. Norval      | 1/8 de finale P. McEnroe       | B. Garrow S. Salumaa       |
| 1991  | —                            | —                      | 2e tour (1/16) D. Wheaton  | P. Haarhuis M. Koevermans | 2e tour (1/16) G. Layendecker   | P. Haarhuis M. Koevermans  | 1er tour (1/32) G. Layendecker | T. Woodbridge M. Woodforde |
| 1992  | 2e tour (1/16) J. Grabb      | J. Palmer J. Stark     | 1/4 de finale J. Grabb     | M. Kratzmann W. Masur     | Finale J. Grabb                 | J. McEnroe M. Stich        | Victoire J. Grabb              | K. Jones R. Leach          |
| 1993  | 1/4 de finale J. Grabb       | D. Visser L. Warder    | 1er tour (1/32) D. Wheaton | G. Ivanišević H. Leconte  | 2e tour (1/16) D. Wheaton       | H. J. Davids P. Norval     | 1/8 de finale P. McEnroe       | D. Nargiso J. Sánchez      |
| 1994  | 1er tour (1/32) P. McEnroe   | T. Martin B. Shelton   | 1/8 de finale P. McEnroe   | S. Casal E. Sánchez       | 1er tour (1/32) P. McEnroe      | S. Lareau L. Paes          | 1er tour (1/32) J. Grabb       | A. O'Brien S. Stolle       |
| 1995  | Victoire J. Palmer           | M. Knowles D. Nestor   | 2e tour (1/16) J. Palmer   | A. Boetsch M. Rosset      | 1/8 de finale J. Palmer         | A. Olhovskiy J. Siemerink  | 1er tour (1/32) J. Palmer      | D. Prinosil J. Winnink     |
| 1996  | —                            | —                      | 1/8 de finale J. Grabb     | G. Forget J. Hlasek       | 1/8 de finale J. Grabb          | T. Woodbridge M. Woodforde | —                              | —                          |
| 1997  | 1/8 de finale J. Grabb       | M. Damm A. Olhovskiy   | 2e tour (1/16) P. Cash     | J. Eltingh P. Haarhuis    | 1er tour (1/32) P. Cash         | D. Johnson F. Montana      | 1er tour (1/32) P. Korda       | M. Philippoussis P. Rafter |
| 1998  | 2e tour (1/16) J. Grabb      | O. Delaitre F. Santoro | 1er tour (1/32) B. Black   | M. Merklein M. Sell       | 1er tour (1/32) B. Black        | J. Gimelstob B. MacPhie    | 1er tour (1/32) T. Martin      | N. Kulti M. Tillström      |
| 1999  | 1/4 de finale J. Stark       | M. Bhupathi L. Paes    | 1/8 de finale J. Stark     | I. Kafelnikov M. Mirnyi   | 1/8 de finale J. Stark          | M. Knowles D. Nestor       | 1/8 de finale J. Gimelstob     | M. Bhupathi L. Paes        |

N.B. : le nom du ou de la partenaire se trouve sous le résultat ; le nom des ultimes adversaires se trouve à droite.

## Participation aux Masters

### En double
| Année | Ville        | Surface  | Partenaire | Résultats | Résultat final    |
| ----- | ------------ | -------- | ---------- | --------- | ----------------- |
| 1992  | Johannesburg | Dur ext. | Jim Grabb  | 1v, 2d    | Éliminé en poules |